# 凉棚

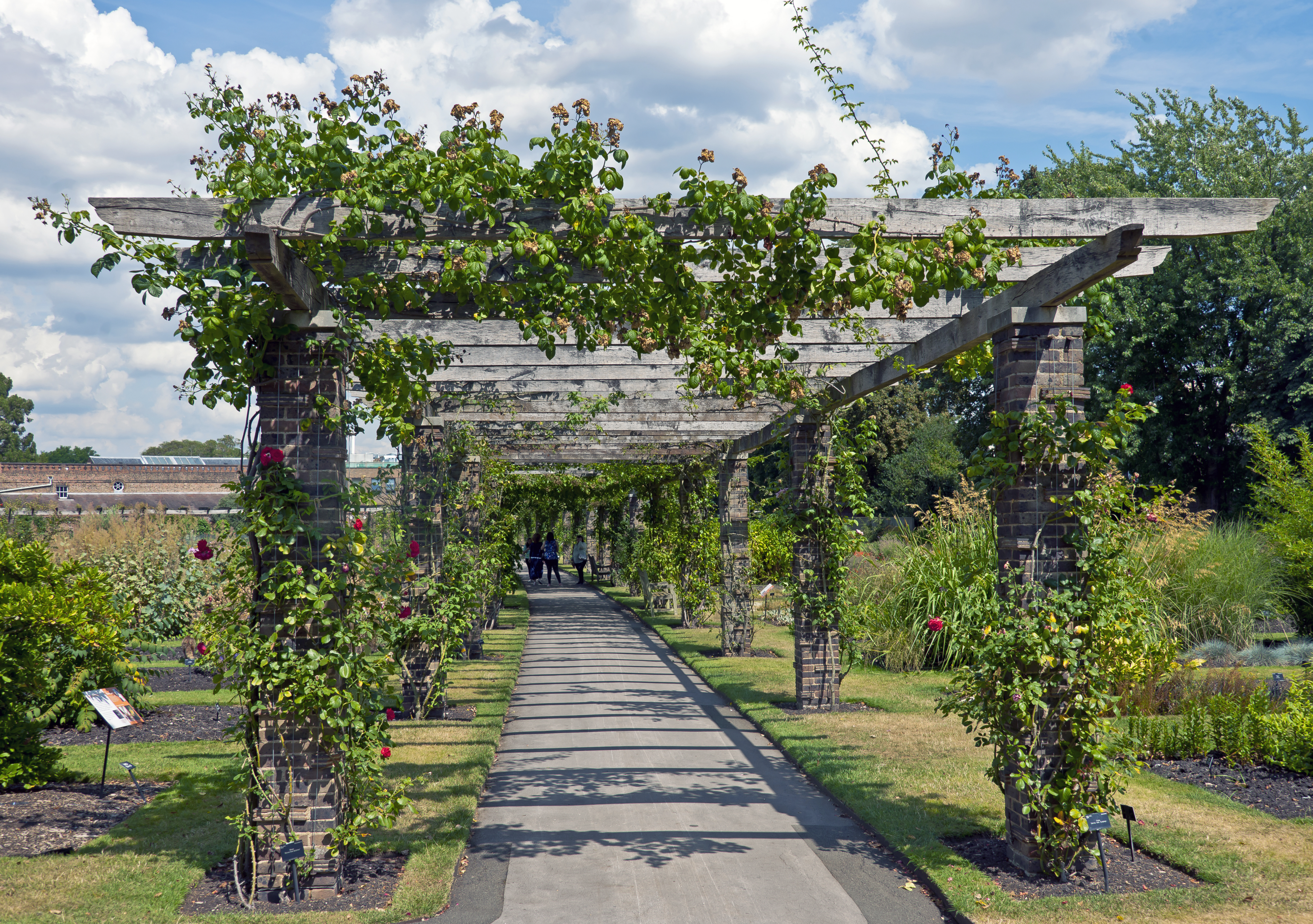
伦敦邱园的玫瑰凉棚

凉棚（英語：pergola）是一种室外花园景观，由支柱和横梁或木架组成，上面通常攀附木本植物，形成一个遮阳的通道或休憩区。